# Срби у Француској
Срба у Француској данас има око 120.000. Они се налазе углавном у регионима Париз, Лион, Гренобл, Белфорт, Милуз, Монбелијар и Стразбур.

## Историја
Први талас Срба у Француској дошао је заједно са осталим јужним Европљанима (Италијани, Шпанци, Португалци, Грци). Већина Срба, међутим, дошла је у током 1960-их и 1970-их, неки су такође дошли касније као избеглице Југословенских ратова 1990-их. Мањи део Срба у Француској су потомци досељеника из периода после Првог светског рата.

## Срби у Паризу
У Паризу је било Срба у 19. веку који су се школовали по тамошњим универзитетима. Било их је 1886. године толико да су основали "Српску читаоницу" у Паризу. Читаоница је била уређена на адреси: Paris, 128. Rue St. Germain, а њен Одбор су чинили: проф. Давид Савић, Тихомиљ Јовановић правник и Шпиро Б. Познановић новинар. Та читаоница је лепо напредовала, а добијала је више српских листова и часописа бесплатно. Преместила је своје седиште на нову адресу: Paris, Rue Dolomien 3. О српској читаоници се пише (али као тазе основаној!?) и фебруара 1899. године, на адреси: Salle de lecture Serbe s Rue Jean de Beauvais, Paris.
Правник Јанићије Дробњак професор на Правном факултету у Паризу, умро је тамо 1899. године. Упамћен је по драми у пет чинова "Последњи деспот", која је својевремено играна у београдском Народном позоришту. Објављивао је и у листовима, попут  "Гимназијалац"-а - прво дело звано "Пустињак".
Међу Србима у Паризу је Живко Влаховић који се бави превођењем књижевних дела са српског на француски језик и славистиком.
У Ници је, по наводима Делфе Иванић, у време Првог светског рата, било 7 српских малих кафана где се хранио, углавном српски свет. Тада је основано и једно српско женско удружење „L komite de dam
Serb“ за чију је председницу изабрана г-ђа Стана Лозанић (супруга Симе Лозанића), а за потпредседнице Мара Марка Трифковића (супруга Марка Трифковића) и Делфа Иванић. Циљ удружења је било помагање српским сиромашним избеглицама, који су се нашли у туђини, без довољно новца. Продавале су лутке обучене у српске народне ношње, у Ници и у Лиону, а део су слале у Париз и Америку. Организовале су и изложбу слика Пашка Вучетића и др. Канцеларија им је била у једној соби конзулата. У Ници је тада постојао и интернат српске женске деце.
Делфа Иванић и Стана Лозанић су у кући Светолика Радовановића у Паризу 1916. године основале друштво са називом „Комитет српских жена у Паризу“. Циљ је било помагање српских избеглица и слање пакета заробљеницима. Биле су две председнице: Ђурђина Пашић и Бланша Веснић. Тада је ту постојало и друштво „La Nation Serbe eu France“. Чланови друштва су били и неки угледни Французи: Виктор Берар, Емил Оман, Стефан Жан-Мари Пишон ... La Patrie Serbe је био часопис Срба у Паризу који је излазио од октобра 1916. до децембра 1918. на француском језику. Уредник је био Драгомир Иконић.

## Познати Срби у Француској
- Иван Ђаја, биолог и физиолог, професор и ректор Универзитета у Београду, редовни члан Српске академије наука и уметности и оснивач Физиолошког завода (1910) и прве Катедре за физиологију међу Јужним Словенима
- Драга Гарашанин, археолог
- Јован Дероко, активни капетан II класе Југословенске војске
- Младен Жујовић, српски правник и политичар, четнички потпуковник
- Михаило Маринковић, пилот ловачких авиона
- Петар-Пјер Мариновић, пилот ловачких авиона
- Бојан Зулфикарпашић, џез пијаниста
- Владимир Величковић, сликар
- Бранко Милановић, економиста
- Кристина Младеновић, тенисерка
- Соња Мугоша, клизачица у уметничком клизању
- Александар Јосиповић, професионални плесач
- Александар Петровић, редитељ и филмски теоретичар
- Љубомир Поповић, сликар
- Филип Христић, кнежевски представник тј. председник 17. владе Србије, министар иностраних дела, министар просвете, гувернер Народне банке, стални амбасадор Србије у Цариграду, Бечу, Берлину и Лондону, почасни члан Српске краљевске академије
- Никола Карабатић, рукометаш
- Лука Карабатић, рукометаш
- Андреј Голић, рукометаш
- Ирена Павловић, тенисерка
- Лудовик Радосављевић, професионални рагбиста
- Аљоша Јосић, архитекта
- Брижит Коњовић, Мис Париза и представница Француске на такмичењу Мис универз 1978.
- Симa С. Мраовић, српски песник, драмски писац и лобиста